# Флаксвілл (Монтана)
Флаксвілл (англ. Flaxville) — місто (англ. town) в США, в окрузі Деніелс штату Монтана. Населення — 63 особи (2020).

## Географія
Флаксвілл розташований за координатами 48°48′14″ пн. ш. 105°10′28″ зх. д. / 48.80389° пн. ш. 105.17444° зх. д. (48.803889, -105.174456).  За даними Бюро перепису населення США в 2010 році місто мало площу 0,26 км², уся площа — суходіл. В 2017 році площа становила 0,20 км², уся площа — суходіл.

## Демографія
Згідно з переписом 2010 року, у місті мешкала 71 особа в 37 домогосподарствах у складі 17 родин. Густота населення становила 277 осіб/км².  Було 55 помешкань (215/км²).
Расовий склад населення:
| - 93,0 % — білих - 1,4 % — корінних американців |

До двох чи більше рас належало 5,6 %. Частка іспаномовних становила 1,4 % від усіх жителів.
За віковим діапазоном населення розподілялося таким чином: 15,5 % — особи молодші 18 років, 66,2 % — особи у віці 18—64 років, 18,3 % — особи у віці 65 років та старші. Медіана віку мешканця становила 46,5 року. На 100 осіб жіночої статі у місті припадало 91,9 чоловіків;  на 100 жінок у віці від 18 років та старших — 100,0 чоловіків також старших 18 років.
Середній дохід на одне домашнє господарство  становив 45 621 долар США (медіана — 46 250), а середній дохід на одну сім'ю — 66 931 долар (медіана — 65 000). За межею бідності перебувало 18,9 % осіб, у тому числі 24,1 % дітей у віці до 18 років та 0,0 % осіб у віці 65 років та старших.
Цивільне працевлаштоване населення становило 52 особи. Основні галузі зайнятості: мистецтво, розваги та відпочинок — 19,2 %, будівництво — 19,2 %, оптова торгівля — 13,5 %, транспорт — 11,5 %.